# طوطی‌وار
طوطی وار
طوطی وار (به انگلیسی: Psittacism)
طوطی وار (به فرانسوی: Psittacisme)
طوطی وار (به یونانی: Psittakos)
طوطی وار (به لاتین: Psittacus)

Psittacism

طوطی وار (ص مر) بی اندیشه و بدون تعقل به آموختن یا از برکردن مطالب اکتفا کردن.
ریشه یونانی این لفظ به معنی طوطی است. مقصود از طوطی‌وار، صدور حکم یا استدلال است با استفاده از الفاظ، بدون اینکه معنی الفاظ در ذهن گوینده موجود باشد.
علت اینکه این لفظ را طوطی‌وار گویند، این است که طوطی هر سخنی را که بشنود، بدون درک معنی آن، آن را بازگو می‌کند.
لایب نیتس می گوید: چه بسا ما دربارهٔ الفاظ می‌اندیشیم، بدون اینکه معانی در ذهنما حضور داشته باشد.
بسیار ممکن است که ما مغز و پوست اشیاء را با هم اشتباه کنیم و حکمی را در مورد آنها صادر کنیم، بدون اینکه معنی آن در ذهن ما موجود باشد.